# Chuan Leekpai
Chuan Leekpai (taj. ชวน หลีกภัย, ur. 28 lipca 1938 w prowincji Trang) – dwukrotny premier Tajlandii (1992-1995 i 1997-2001).
Urodzony w okręgu Trang, syn chińskiego nauczyciela i handlowca. Uzyskał dyplom adwokata po ukończeniu studiów prawniczych na uniwersytecie Thammasat w Bangkoku w 1964 roku. W 1969 został po raz pierwszy wybrany do parlamentu jako poseł z okręgu Trang z ramienia Partii Demokratycznej, później pracował na różnych stanowiskach w rządzie. W 1992 objął po raz pierwszy urząd premiera, w 1995 odszedł po przegranych wyborach, jednak w 1997 powrócił na stanowisko i pozostał na nim do 2001. Był pierwszym premierem Tajlandii, który nie objął władzy w wyniku koneksji z wojskowymi ani arystokratami.